# Nicolas Anelka
Nicolas Sébastien Anelka (* 14. März 1979 in Le Chesnay bei Versailles) ist ein ehemaliger französischer Fußballspieler. Der 69-fache Nationalspieler und Europameister von 2000 war in verschiedenen europäischen Topligen bei Spitzenklubs erfolgreich. Zu seiner Titelsammlung gehören aus der Zeit in England zwei Premier-League-Trophäen (1998 und 2010) und drei FA-Cup-Ausgaben (1998, 2009 und 2010) mit zunächst dem FC Arsenal sowie später dem FC Chelsea. Dazwischen gewann er 2000 mit Real Madrid die Champions League und fünf Jahre darauf mit Fenerbahçe Istanbul die türkische Meisterschaft. Nach einem kurzen Intermezzo ab 2012 beim chinesischen Klub Shanghai Shenhua mit ersten Erfahrungen als Co-Trainer wechselte der Stürmer kurz nach dem Jahreswechsel 2012/13 zum späteren italienischen Meister Juventus Turin und im Sommer 2013 zu West Bromwich Albion. 2014 folgte der Schritt nach Indien zu Mumbai City; dort wurde er im Juli 2015 zum Cheftrainer befördert.

## Karriere

### Im Verein

#### Paris SG (1995–1997): Die Anfänge
Als C-Jugendlicher kam Nicolas Anelka, der bei einem Amateurklub seines Wohnortes spielte, in die nationale Ausbildungsstätte (Institut National de Formation im Centre technique national Fernand-Sastre) nach Clairefontaine, wo er unter anderem auf die beiden etwas älteren Talente Louis Saha und Thierry Henry traf. Von dort holte ihn der Paris Saint-Germain FC, für den er sein erstes Punktspiel in der Division 1 am 7. Februar 1996, noch als 16-Jähriger, gegen die AS Monaco bestritt. Der ehrgeizige Sturm forderte für sich einen Stammplatz, den ihm aber weder Trainer Luis Fernández noch dessen Nachfolger Ricardo Gomes zusagen mochten; schließlich hatte PSG sich im Sommer 1996 mit Patrice Loko, Youri Djorkaeff, Xavier Gravelaine und dem Panameer Julio César Dely Valdés gerade im Offensivbereich namhaft verstärkt.
Ein Jahr später wechselte Anelka nach England zum FC Arsenal, bei dem Arsène Wenger im Oktober 1996 das Traineramt übernommen hatte – er folgte dabei seinen kurz zuvor verpflichteten Landsleuten Rémi Garde und Patrick Vieira. Den Transfer des talentierten Nachwuchsnationalspielers im März 1997 begleiteten einige Misstöne, da die Unterzeichnung des Profivertrags in Paris vor Beginn der Volljährigkeit nicht möglich war und Wenger somit „nur“ eine Ausbildungsentschädigung von etwas mehr als 500.000 Pfund aufwenden musste. Die Angelegenheit entschärfte sich letztlich durch Anelkas Aussage, dass er seine sportliche Zukunft nicht in Frankreich gesehen hatte und er den in Aussicht gestellten Sechsjahresvertrags in jedem Fall abgelehnt hätte. Insgesamt war Anelka in zehn Erstligaspielen für PSG zum Einsatz gekommen, davon acht in der Saison 1996/97 bei einem Torerfolg – nebst jeweils einer Partie im Ligapokal und im Europapokal der Pokalsieger.

#### FC Arsenal (1997–1999): Der Durchbruch
Anelka debütierte für Arsenal per Einwechslung gegen den FC Chelsea. Dabei spielte er auf Anhieb die Stärken aus, die gleichsam in Schnelligkeit und einer guten Ballbehandlung lagen, und wurde mit noch drei weiteren „Joker“-Einsätzen vor Ablauf der Saison 1996/97 belohnt. Der sportliche Durchbruch folgte in der Spielzeit 1997/98, als er mit Arsenal das Double aus englischer Meisterschaft und FA Cup gewann. Dabei war er besonders nach Weihnachten 1997 ein wichtiger Faktor, als er den verletzten Ian Wright zu vertreten hatte und neun Pflichtspieltore beisteuerte. Dazu zählten entscheidende Treffer, unter anderem gegen Manchester United (3:2) und Coventry City (2:2). Sein Tor im FA-Cup-Viertelfinale gegen West Ham United rettete sein ab der 32. Minute dezimiertes Team ins Elfmeterschießen und legte den Grundstein für den späteren Endspieltriumph gegen Newcastle United (2:0) – dort traf er zum Endstand. Aufgrund seiner charakteristischen Spielweise, mit der er gegnerische Abwehrspieler durch Körpertäuschungen überdurchschnittlich oft auf dem falschen Fuß erwischte, fiel ihm der Spitzname „französischer Maradona“ zu.
Mit offenkundig gewachsenem Selbstbewusstsein absolvierte Anelka in der Saison 1998/99 die nächsten Entwicklungsschritte. Die von ihm gezeigten Leistungen brachten ihm dabei 1999 den Titel des besten Jungprofis in England sowie die Nominierung in die Mannschaft des Jahres (PFA Team of the Year) ein. Nach Wrights Abgang bildete er mit Dennis Bergkamp ein Offensivtandem und in Ligaspielen traf er 17-mal, darunter entscheidende Tore in engen Partien sowie ein Hattrick gegen Leicester City. Neben den Stürmerqualitäten überzeugte er durch seine Balleroberungsqualitäten, indem er häufiger als für damalige Torjäger üblich gegnerische Abwehrspieler attackierte.

#### Real Madrid (1999–2000): Probleme mit sportlichem Happy End
Zur Saison 1999/2000 ging Anelka in die spanische Primera División zu Real Madrid. Er wurde mit diesem Wechsel nach René Petit (während des Ersten Weltkriegs), Louis Hon und Raymond Kopa in den 1950ern, Lucien Muller in den 1960ern sowie damals noch aktuell Christian Karembeu zum sechsten französischen Spieler in der Vereinsgeschichte von Real Madrid. Mit Karembeu sowie den kamerunischen Mannschaftskameraden Samuel Eto’o und Geremi fand er schnell Anschluss und Ansprechpartner in der neuen Umgebung, aber die Probleme wurden ebenfalls offenkundig. Den großen Erwartungen, die sich aus einer hohen Ablösesumme speisten, konnte Anelka von Beginn an nicht entsprechen, zumal unter Trainer John Toshack die Ergebnisse insgesamt enttäuschten. Dazu kam Anelkas Weigerung, die spanische Sprache nachhaltig zu lernen, wodurch er sich von seinen Mitspielern isolierte. Sportlich schien es ihm insgesamt schwerzufallen, sich auf das spanische Spiel einzustellen und so blieben die Erfolgserlebnisse lange aus. Erst Anfang Januar 2000 unter Toshacks Nachfolger Vicente del Bosque machte er bei der Klub-Weltmeisterschaft mit drei Toren auf sich aufmerksam, darunter ein Doppelpack gegen Corinthians São Paulo (2:2). In der anschließenden Partie gegen Raja Casablanca verletzte er sich jedoch dermaßen schwer am Knie, dass er sechs Wochen ausfiel.
Er kehrte zum Clásico gegen den FC Barcelona zurück und erzielte dort sein erstes Ligator für Real. An seiner Außenseiterposition änderte dies jedoch wenig und die Probleme mündeten darin, dass sich Anelka drei Tage lang weigerte, am Training teilzunehmen. Del Bosque suspendierte Anelka daraufhin für 45 Tage und belegte den „Sünder“ zudem mit einer hohen Geldstrafe. Die Affäre, die mit einer seltsam anmutenden Flucht im Kofferraum aus Madrid und per Flugzeug in seine Pariser Heimat eine medienwirksame Zwischenepisode hatte, endete mit Anelkas Entschuldigung, wonach Del Bosque die vereinsinterne Sperre nach einem Drittel der Zeit aufhob – dazu hatten den Klub Verletzungssorgen im Angriff geplagt. Ein wenig versöhnlich ging für ihn die Saison 1999/2000 schließlich zu Ende, als er besonders im Champions-League-Halbfinalduell mit dem FC Bayern München zwei wichtige Tore zum Einzug ins Endspiel schoss – sowohl den ersten Treffer im Hinspiel zum 2:0-Sieg als auch das entscheidende Auswärtstor beim 1:2 in München. Danach war er im Finale, das er mit seinen Mannen 3:0 gegen den FC Valencia siegreich gestaltete, in der Startelf vertreten, wenngleich ihm ein eigener Treffer versagt blieb und er nach 79 Minuten für Manolo Sanchís ausgewechselt wurde.

#### Paris Saint-Germain (2000–2001): Die Rückkehr
Nach nur einem Jahr verließ Anelka Madrid. An der Rückkehr nach Paris hatten französische Vereinsfunktionäre bereits seit Beginn von Anelkas Problemen in der spanischen Hauptstadt gearbeitet, und letztlich leistete PSGs Hauptaktionär Pierre Lescure die notwendige Überredungskunst, um Anelka zur Unterzeichnung eines Siebenjahresvertrags zu bewegen. Ende Juli 2000 einigten sich die Parteien und Anelka fand sich anfänglich in einer verjüngten Mannschaft von PSG gut zurecht, was im Verein Hoffnungen auf den Gewinn der ersten Meisterschaft nach 1994 weckte. Schnell rückten jedoch erneute Unstimmigkeiten in den Vordergrund und die einheimischen Medien begannen vor allem, die Probleme in den aus den Banlieues stammenden Spielern zu sehen. Als Trainer Philippe Bergeroo nach einer Niederlage gegen CS Sedan durch Luis Fernández ersetzt wurde, bedeutete dies für Anelka ein weiteres Mal den Anfang vom Ende bei einem Verein. Die Spannungen mit dem neuen Trainer, der schon 1996 bei Anelkas Abgang bei PSG beschäftigt war, traten dabei so offen zutage, dass die Satiresendung Les Guignols de l’info von Canal+ diese häufig über die Parodie „Nico et Luis“ thematisierten. Da gleichsam deutlich wurde, dass sich Anelka in dem neuen System nicht zurechtfand und der öffentliche Druck in einen Medien-Hype mündete, einigte man sich, dass Anelka Ende Dezember 2001 nach nur zwei Ligatreffern in der Saison 2001/02 für sechs Monate nach England an den FC Liverpool ausgeliehen werden sollte.

#### FC Liverpool (2001–2002): Kurzepisode als Leihspieler
Anelka gab am Boxing Day 2001 gegen Aston Villa seinen Einstand für die „Reds“ und nach dem ersten Tor gegen Birmingham City im FA Cup blieb besonders der Auftritt im Merseyside Derby gegen den FC Everton in Erinnerung, als ihm in der Nachspielzeit der Ausgleichstreffer gelang. In einer Angriffsformation mit Emile Heskey und Michael Owen kämpfte er mit Liverpool lange um die englische Meisterschaft, die dann jedoch trotz neun Siegen aus den letzten zehn Saisonspielen an Arsenal ging. Anelkas tadellose Darbietungen veranlassten Trainer Gérard Houllier im Anschluss nicht dazu, das Leihgeschäft in eine dauerhafte Anstellung umzuwandeln. Während sich Liverpool auf den bei der WM 2002 auffälligen Senegalesen El Hadji Diouf festlegte, entschied sich Kevin Keegan vom Konkurrenten und Aufsteiger Manchester City dazu, die notwendigen 13 Millionen Pfund aufzuwenden, um Anelka von PSG „loszueisen“.

#### Manchester City (2002–2005): Der Torjäger
In Manchester war Anelka auf Anhieb Stammspieler und in der Saison 2002/03 absolvierte er alle Partien. Dabei gelangen ihm vierzehn Ligatore, die meisten davon zu Beginn der Runde, bevor ihm gemeinsam mit seinen neuen Mannschaftskameraden etwas „die Luft ausging“. Besonders spektakulär waren die beiden Treffer gegen seinen vormaligen Klub FC Liverpool in Anfield, darunter das Siegtor in der Nachspielzeit.
Konstanter zeigte er sich in der folgenden Spielzeit 2003/04, in der Anelka 25 Pflichtspieltore erzielte. Damit war er in seiner Mannschaft, die in der Premier League gerade einmal den 16. Platz belegte, bester Torjäger. Dass die Teamleistungen Anelkas Ansprüchen nicht genügten, zeigten sich dann im Verlauf seines dritten Jahres für Manchester City. Während er sich weiter in guter Form zeigte, mehrten sich die Spekulationen um einen möglichen Weggang und so zog es ihn kurz vor Ende der Wechselfrist im Rahmen der Wintertransferperiode Ende Januar 2005 in die Türkei zu Fenerbahçe Istanbul.

#### Fenerbahçe Istanbul (2005–2006): Türkischer Meister
In den restlichen Rückrundenpartien trug Anelka bei Fenerbahçe mit vier Treffern zum Gewinn der türkischen Meisterschaft 2005 bei. Dabei fiel ihm weniger die Rolle des alleinigen Torjägers zu, die mehr auf den brasilianischen Mittelstürmer Mert Nobre zugeschnitten war. Im Gegensatz zu seiner Zeit in Manchester konnte sich Anelka mit Fenerbahçe regelmäßig in der Champions League beweisen und obwohl ihm dort kein eigenes Tor vergönnt war, spielte er sich nach dreijähriger Pause wieder in den Fokus der französischen Nationalmannschaft.
Im Sommer 2006 kamen erneut Gerüchte auf, die einen erneuten Wechsel Anelkas zum Thema hatten. Dass Ende August 2006 die vergleichsweise „kleinen“ Bolton Wanderers für acht Millionen Pfund den Zuschlag erhielten, unterstrich in erster Linie die dort gewachsenen Ambitionen nach der ersten Qualifikation für den UEFA-Pokal im Jahr zuvor.

#### Bolton Wanderers (2006–2008): Der Führungsspieler
In Bolton, wo man ebenfalls den Vereinsrekord in Bezug auf die gezahlte Ablösesumme gebrochen hatte, führte sich Anelka mit einem Treffer im Ligapokal gegen den FC Walsall ein, und obwohl ihm in der Saison 2006/07 eine zwischenzeitliche Flaute von zehn Ligapartien ohne Tor widerfuhr, setzte er besonders die Angewohnheit fort, gegen prominente Gegner oder Ex-Klubs zu treffen, wie jeweils zwei Tore gegen den FC Arsenal (3:1) und Manchester City (2:0) unter Beweis stellten. Letztlich war er mit elf Ligatoren nicht unwesentlich mitverantwortlich dafür, dass Bolton erneut die UEFA-Pokal-Qualifikation gelang.
Im UEFA-Pokal-Wettbewerb selbst trug er dazu bei, dass die Mannschaft die Gruppenphase überstand, aber, da er im Ligaalltag nur um den Klassenerhalt spielte und er weiter einige persönliche Glanzlichter setzte – darunter das entscheidende 1:0 gegen den Meister Manchester United –, kamen wieder Wechselspekulationen auf. Da der FC Chelsea nach der Jahreswende 2007/08 noch in vier Wettbewerben vertreten war und in der Offensive dringend nach einer Verstärkung suchte, fiel die Wahl Mitte Januar auf Anelka. „Versüßt“ wurde Bolton der Abgang des Leistungsträgers mit einem Erlös von 15 Millionen Pfund. Gleichzeitig bedeutete dies, dass Anelka in der Addition aller jemals für ihn gezahlten Ablösesummen mit rund 134,6 Millionen Euro bis 2010, als ihn Zlatan Ibrahimović übertraf, der teuerste Spieler der Welt war.

#### FC Chelsea (2008–2011): Der Torschützenkönig
In Chelsea traf er auf eine Mannschaft, die mit Ashley Cole, Shaun Wright-Phillips und Tal Ben Haim ehemalige Mitspieler sowie mit Claude Makélélé und Florent Malouda Kollegen aus der französischen Nationalmannschaft aufwies. Nach einem guten Auftritt im Halbfinalrückspiel gegen den FC Everton im Ligapokal stand er auch im Endspiel in der Startformation. Dort wurde er auf den ungewohnten rechten Außenbahn eingesetzt und die Partie gegen Tottenham Hotspur endete mit einem enttäuschenden 1:2. Für gewöhnlich war er in den restlichen Partien der Saison 2007/08 nur Ergänzungsspieler, wenngleich er in der Liga gegen den FC Arsenal und im Champions-League-Halbfinale gegen den FC Liverpool wieder „auf dem Punkt“ war und wichtige Tore von Didier Drogba vorbereitete. Das Endspiel in der Champions League endete für Anelka bitter, als er nach seiner Einwechslung in der Verlängerung gegen Manchester United für Joe Cole im Elfmeterschießen entscheidend verschoss.
Mit dem Status als „zweite Wahl“ wollte sich Anelka in der Folgezeit nicht zufriedengeben und da ein gemeinsamer Einsatz mit Drogba im Normalfall nicht zu funktionieren schien, kristallisierte sich ein Duell heraus. Als Drogba aufgrund von Knieproblemen über weite Strecken der Saison 2008/09 fehlte, nutzte Anelka die Chance als einzige Sturmspitze. Letztlich wurde er mit 19 Ligatreffern Torschützenkönig der Premier League; dabei hatte er zum frühesten Zeitpunkt aller diesbezüglicher „Titelträger“ Zweistelligkeit erreicht. Weitere persönliche Erfolge für Anelka waren die zweite Auszeichnung zum Fußballer des Monats im November 2008 (nach Februar 1999 noch in Diensten des FC Arsenal) und die Berufung in die „Mannschaft des Jahres“. Elf Jahre nach seinem letzten Pokaltriumph eroberte er sich dazu die zweite FA-Cup-Trophäe, als er im Finale gegen den FC Everton in der Startelf (gemeinsam mit Drogba) stand und dort mit 2:1 siegreich blieb. Seinen größten Beitrag zum Titel hatte er zuvor in der fünften Hauptrunde gegen den FC Watford geleistet, als er einen Rückstand in den letzten 15 Minuten per Hattrick in einen 3:1-Sieg umgewandelt hatte.
Obwohl er die Torjägerrolle in der folgenden Saison 2009/10 an den wieder dauerhaft einsatzbereiten Drogba einbüßte, fand er im Team des neuen Trainers Carlo Ancelotti eine neue Funktion unmittelbar hinter Drogba. Dabei schuf er durch gezieltes Ausweichen auf die Außenbahnen oft Räume in der Mitte, die wiederum für Anspiele auf Drogba genutzt werden konnten. Dazu schoss Anelka in drei Champions-League-Partien entscheidende Tore und während der Abwesenheit von Drogba und Salomon Kalou im Rahmen des Africa Cups 2010 agierte er selbst als alleinige Sturmspitze. Zwischen Januar und April 2010 blieb ihm zwar ein Tor vergönnt, aber sein Siegtreffer gegen Bolton führte letztlich zu einem Vier-Punkte-Vorsprung als Tabellenführer. Mit der Titelverteidigung im FA Cup neben der englischen Meisterschaft gewann er (gemeinsam mit Ashley Cole) ein zweites englisches Double mit zwei verschiedenen Vereinen. In seiner letzten vollständigen Saison 2010/11 für Chelsea fiel Anelka besonders durch seine sieben Tore in der Champions League auf, womit er sogar die Ligaausbeute aus 32 Einsätzen (sechs Treffer dort) übertraf.
Zur Saison 2011/12 übernahm der Portugiese André Villas-Boas das Traineramt bei Chelsea und Anelkas sportliche Perspektive verschlechterte sich daraufhin. Anfang Dezember 2011 bestätigte Villas-Boas, dass Anelka, der nun getrennt von der ersten Mannschaft mit der Jugendabteilung trainierte, um die Transferfreigabe gebeten hatte. Eine Woche später bestätigte Chelsea den bevorstehenden Wechsel zum chinesischen Klub Shanghai Shenhua.

#### Ab 2011: Ende der Karriere
Anelka unterschrieb in Shanghai einen Zweijahresvertrag bis Ende 2013. Im April 2012 stellte Shanghai Shenhua aufgrund des schlechten Saisonstarts das Trainer-Team neu zusammen. So wurden die Verträge von drei Assistenz-Trainern aufgelöst. Es wurden vier neue Assistenz-Trainer aus Großbritannien und Frankreich verpflichtet. Anelka übernahm als Spielertrainer das Amt des Co-Trainers an der Seite von Chef-Trainer Jean Tigana, der im Amt bestätigt wurde. Tigana wurde später allerdings durch Sergio Batista ersetzt, sodass Anelka ab dann nur noch als Spieler fungierte.
Ende Januar 2013 kehrte Anelka nach Europa zurück und unterschrieb bei Juventus Turin. Er bekam einen Vertrag bis Saisonende mit der Option auf ein weiteres Jahr. Die Option wurde jedoch nicht gezogen und nach dem Gewinn der italienischen Meisterschaft, zu der er jedoch nur marginal beitrug, wurde im Juli 2013 Anelkas Wechsel zurück nach England zu West Bromwich Albion bekannt gemacht.
Bei einem Spiel von WBA gegen West Ham United feierte Anelka eines seiner Tore mit dem Quenelle-Gruß. Dieser wurde durch den regierungskritischen Komiker Dieudonné M’bala M’bala populär, der mehrfach für antisemitische Ausfälle verurteilt wurde und als Vertreter des Rechtsextremismus gilt. Anelka gab später an, die Geste seinem Freund Dieudonné gewidmet zu haben. Dass es sich dabei um eine antisemitische oder rassistische Geste gehandelt habe, bestritt er allerdings; vielmehr habe er damit seine „Gegnerschaft zum System“ ausgedrückt, wie die Quenelle auch von vielen Jugendlichen in den Vorstädten verwendet wird. Als Folge des Eklats kündigte der Trikotsponsor Zoopla an, seinen Sponsoringvertrag bis Sommer 2014 nicht mehr zu verlängern. Anelka wurde dafür vom englischen Fußballverband (FA) für fünf Spiele gesperrt und musste außerdem 80.000 Pfund Sterling Strafe zahlen. Mitte März 2014 kündigte er über Twitter an, seinen Vertrag bei Albion aufzulösen. Daraufhin wurde er von seinem Arbeitgeber mit sofortiger Wirkung entlassen.
Im April 2014 sollte Anelka einen Vertrag beim brasilianischen Erstligisten Atlético Mineiro unterzeichnen. Der Vertrag kam allerdings nicht zustande, da Anelka nicht in Belo Horizonte erschien und stattdessen auf eine „religiöse Reise“ nach Kuwait ging.
Im September 2014 gab Anelka bekannt, dass er zu Mumbai City FC in die Indian Super League wechselt. Im Januar 2015 zog er durch die Freundschaft zu Vereinspräsident Mahfoud Ould Zemirli einen Wechsel zum algerischen Aufsteiger NA Hussein Dey in Erwägung. Kurz darauf gab der algerische Fußballverband jedoch bekannt, dass das Reglement ein Engagement Anelkas nicht zulasse, da in der algerischen Liga nur ausländische Spieler verpflichtet werden können, die unter 27 Jahre alt sind. Anfang Februar wurde er schließlich vom Verein bis zum Ende der Spielzeit 2014/15 als sportlicher Direktor engagiert. Im Juli 2015 beförderte ihn der Verein in die Rolle des Spielertrainers.
Im Februar 2017 stellte ihn der niederländische Erstligist Roda JC Kerkrade als Berater des Vereins vor. Er soll sich um die Fußballakademie, also die Jugendabteilung des Klubs kümmern und insbesondere den französischen Fußballmarkt sondieren.

### In der Nationalmannschaft

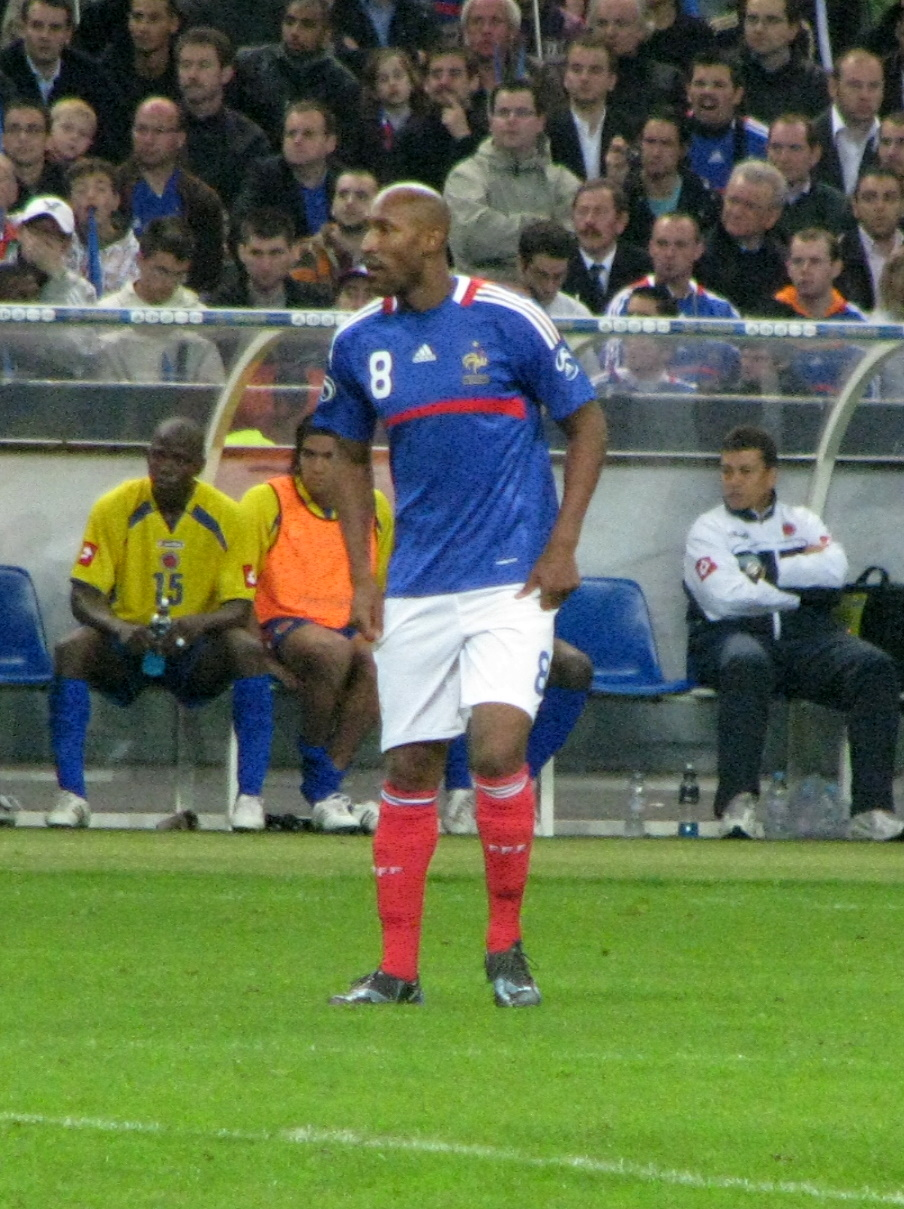
Anelka im Nationaltrikot

Sein Debüt in der französischen Nationalmannschaft gab Nicolas Anelka am 22. April 1998 in einem Spiel gegen Schweden. Er nahm mit Frankreich an der EM 2000 teil und kam in allen Spielen der Franzosen – außer im gewonnenen Finale – zum Einsatz. Dabei wurde er in all diesen Spielen entweder ein- oder ausgewechselt.
2001 nahm er am Confederations-Cup teil, bei dem er mit Frankreich wieder den Titel holte. Anelka wurde in fünf Spielen eingesetzt und erzielte ein Tor. Ende 2002 suspendierte Nationaltrainer Jacques Santini den als schwierig und „Enfant terrible des französischen Fußballs“ geltenden Spieler. Auch gut ein Jahrzehnt später ist Anelkas Ruf im eigenen Land unverändert negativ; France Football führt ihn in seiner Titelgeschichte über Fußballer, die „talentiert, aber unzuverlässig, eitel, selbstgefällig und manchmal rüpelhaft“ sind, als einen von sechs Franzosen auf.
Auch als 2004 Raymond Domenech das Amt des Teamchefs übernahm, wurde Anelka anfangs nicht berücksichtigt, im November 2005 aufgrund guter Leistungen jedoch wieder in die französische Nationalmannschaft einberufen. Für die WM 2006 wurde Anelka allerdings nicht in den Kader der Franzosen aufgenommen, dafür aber in denjenigen für die EM-Endrunde 2008. Bei der EM wurde Anelka im ersten Spiel gegen Rumänien nach 72 Minuten ausgewechselt. Bei der 1:4-Niederlage gegen die Niederlande spielte er 15 Minuten, als er für Sidney Govou ins Spiel kam. Im entscheidenden Gruppenspiel gegen Italien wurde er als letzter Wechsel der Franzosen in der 66. Minute, wieder für Govou, eingewechselt. Frankreich schied enttäuschend in der Gruppenphase als Gruppenletzter aus.
Bei der WM 2010 in Südafrika kam es in der Halbzeitpause der WM-Vorrunden-Begegnung zwischen den Bleus und Mexiko (0:2) zu einem wortstarken Disput zwischen Anelka und Nationaltrainer Domenech. Nachdem dieser taktische Veränderungen von Anelka gefordert hatte, soll Anelka mit einer Beschimpfung geantwortet haben, deren Wortlaut „Va te faire enculer, sale fils de pute“ im Französischen eine heftige Beleidigung darstellt.
Der Präsident des französischen Fußballverbandes, Jean-Pierre Escalettes, forderte eine Entschuldigung von Anelka, die dieser aber ablehnte. Als Konsequenz dieses „Eklats von Knysna“ wurde der Stürmer vorzeitig nach Hause geschickt. Am 17. August 2010 wurde er von der Disziplinarkommission des französischen Verbands für 18 A-Länderspiele aus der Nationalmannschaft ausgeschlossen. Anelka verhöhnte in einer Reaktion die Entscheidung des Verbandes und bezeichnete dessen Funktionäre als „Clowns“.
Im Nachgang verklagte Anelka die französische Sportzeitung L’Équipe, die ihm die Beschimpfung in den Mund legte. Im Urteil wurde jedoch festgestellt, dass die "Wahl der Titelseite, obwohl zweifellos spektakulär, sogar reißerisch, [...] in den Spielraum journalistischer Redefreiheit" fällt. "Dies darf durchaus mit Übertreibungen und sogar Provokationen einhergehen." Im Jahr 2018 gab Domenech in der Dokumentation Selectionneurs zu, dass er 2010 gelogen hatte. "Natürlich gibt es manchmal hitzige Diskussionen mit den Spielern in den Umkleidekabinen. Er hat aber definitiv nicht das gesagt, was in der Zeitung stand", so Domenech und klärte auf: "Er hatte einen Schuh in der Hand. Er warf ihn auf den Boden und sagte: 'Kümmere dich selbst um dein scheiß Team.'" Zu einer Beleidigung von Domenechs Mutter kam es also nie.

## Persönliches
2004 konvertierte Anelka in den Vereinigten Arabischen Emiraten zum Islam und nahm privat den Namen Bilal Abdul Salam an. Er lebt mittlerweile in Saudi-Arabien.
Seit November 2007 ist Anelka mit der belgischen Tänzerin und Sängerin der italienisch-kanadischen Eurodance-Band Eu4ya Barbara Tausia verheiratet. Die Hochzeit fand in Marrakesch, Marokko statt.
Sein älterer Bruder, Claude Anelka, war bis Ende Juni 2010 Trainer der USSF-D2-Pro League Mannschaft AC St. Louis; vorher trainierte er die Raith Rovers und den Trappes SQ FC.

## Sonstiges
Nicolas Anelka hatte einen Gastauftritt in dem französischen Film Ball & Chain – Zwei Nieten und sechs Richtige.

## Erfolge

### Nationalmannschaft
- Europameister: 2000
- Confed-Cup-Sieger: 2001

### Vereine
International
- Champions-League-Sieger: 2000 (Real Madrid)
- Europapokalsieger der Pokalsieger: 1996 (Paris Saint-Germain)

England
- Englischer Meister: 1998 (FC Arsenal), 2010 (FC Chelsea)
- Englischer Pokalsieger: 1998 (FC Arsenal), 2009, 2010 (beide FC Chelsea)
- Englischer Supercupsieger: 1998 (FC Arsenal)

Türkei
- Türkischer Meister: 2005

Italien
- Italienischer Meister: 2013

### Auszeichnungen
- PFA Nachwuchsspieler des Jahres: 1999
- Torschützenkönig der FIFA-Klub-Weltmeisterschaft: 2000[64]
- Torschützenkönig der Premier League: 2008/09
- PFA Team of the Year: 1998/99, 2008/09
- Englands Fußballer des Monats: Februar 1999, November 2008

## Verweise